# Manulea multispicata
Manulea multispicata är en flenörtsväxtart som beskrevs av O.M. Hilliard. Manulea multispicata ingår i släktet Manulea och familjen flenörtsväxter. Inga underarter finns listade i Catalogue of Life.